# 青淵正幸
青淵　正幸（あおぶち まさゆき、1966年‐）は日本の経営学者、立教大学経営学部教授。専門は経営分析、企業評価、財務会計。 

## 人物
1990年大東文化大学卒業、1996年立教大学経済学研究科修了、2002年東京国際大学商学研究科修了。信州短期大学専任講師、立教大学准教授を経て、2021年に現職。
立教大学にて修士(経済学)、東京国際大学にて修士号(商学)取得。

## 著書
- 『財務会計の入門講義』中央経済社、2004年（共著）
- 『経営分析事典』税務経理協会、2005年（共著）
- 『創造的破壊－企業価値の阻害要因－』学文社、2009年（共著）
- 『講座／経営教育３ 経営教育論』中央経済社、2009年（共著）
- 『要説経営分析［五訂版］』森山書店、2016年（単著）

## 所属学会
- 日本マネジメント学会常任理事
- ビジネスクリエーター研究学会常任理事
- 日本経営分析学会理事